# Paralichenochrus
Paralichenochrus är ett släkte av insekter. Paralichenochrus ingår i familjen vårtbitare.
Kladogram enligt Catalogue of Life:
| Paralichenochrus | \| \| Paralichenochrus turpis \| \| \| \| \| \| Paralichenochrus villosipes \| \| \| \| |
|                  | \| \| Paralichenochrus turpis \| \| \| \| \| \| Paralichenochrus villosipes \| \| \| \| |
|                  | Paralichenochrus turpis                                                                 |
|                  |                                                                                         |
|                  | Paralichenochrus villosipes                                                             |
|                  |                                                                                         |